# Dmitry Aleksandrovich Khvorostovsky
Dmitri Aleksandrovich Hvorostovsky (tiếng Nga: Дми́трий Алекса́ндрович Хворосто́вский, phát âm [xvərɐˈstofskʲɪj] ; 16 tháng 10 năm 1962 – 22 tháng 11 năm 2017) là một ca sĩ opera giọng nam trung người Nga.

## Đầu đời
Hvorostovsky sinh ra tại Krasnoyarsk, Siberia vào thời điểm thành phố này hầu như đóng cửa với người nước ngoài. Sinh ra là con một, ông chủ yếu được nuôi dưỡng bởi bà ngoại và ông nội mà theo như lời kể của Dmitri, ông nội ông là một cựu chiến binh mắc chứng nghiện rượu. Cha của ông là một kỹ sư và mẹ là một bác sĩ phụ khoa. Cả hai người đều có một cuộc sống bận rộn và thường chỉ ở nhà vào cuối tuần và ngày lễ.

## Giải thưởng và danh hiệu
Những giải thưởng cao nhất của ông ở Nga bao gồm Giải thưởng Nhà nước Glinka năm 1991 và danh hiệu Nghệ sĩ Nhân dân Nga danh dự năm 1995. Năm 2011, ông là một trong những người nhận giải thưởng Opera News tại Plaza ở Thành phố New York cho những thành tích đạt được. Năm 2022 hiệp hội Ettore Bastianini đã trao cho Hvorostovsky giải thưởng "Giải Bastianini 2022 - truy tặng".

## Cuộc sống cá nhân
Năm 1989, Hvorostovsky kết hôn với một vũ công ba lê tên Svetlana. Ông đã nhận nuôi con gái riêng của bà là Maria và họ có hai người con chung tên là Daniel và Alexandra. Cả hai chia tay vào năm 1999. Người vợ thứ hai của ông là nữ ca sĩ giọng nữ cao người Thụy Sĩ Florence Illi, người gốc Pháp và Ý. Họ có hai đứa con, Nina và Maxim.
Vào tháng 6 năm 2015, Hvorostovsky thông báo rằng ông đã được chẩn đoán mắc khối u não và buộc phải hủy tất cả các buổi biểu diễn của mình cho đến tháng 8. Đại diện gia đình cho biết ông sẽ được điều trị tại bệnh viện ung thư Royal Marsden ở London. Mặc dù bị bệnh, Hvorostovsky đã trở lại sân khấu tại Nhà hát Opera Metropolitan vào tháng 9 với vai Bá tước di Luna trong Il trovatore trong ba buổi biểu diễn cùng Anna Netrebko. Buổi diễn đã nhận được những đánh giá tích cực từ cả giới phê bình và khán giả cho màn trình diễn của Hvorostovsky.

## Qua đời
Hvorostovsky qua đời vào ngày 22 tháng 11 năm 2017 tại London vì bệnh ung thư não.